# 陶炳兰
陶炳兰（1960年11月—）河南省新野县人，中国人民解放军少将。

## 生平
1978年，南阳地区招飞20人，其中新野县招收两人，陶炳兰为其中之一，进入空军第二预备学校学习飞行。陶炳兰曾任中国人民解放军陆军航空兵学院副院长，2009年升任该学院院长。2010年7月晋升少将军衔。2014年卸任该学院院长。同年出任中国人民解放军总参谋部陆军航空兵部副部长。2016年，陶炳兰出任中国人民解放军南部战区陆军副司令员。